# يحي المريقم (الريدة)
'

تعديل مصدري - تعديل

يحي المريقم هي إحدى قرى عزلة الريدة وقصيعر بمديرية الريدة وقصيعر التابعة لمحافظة حضرموت، بلغ تعداد سكانها 68 نسمة حسب تعداد اليمن لعام 2004.